# Grandes Chroniques de France de Charles V

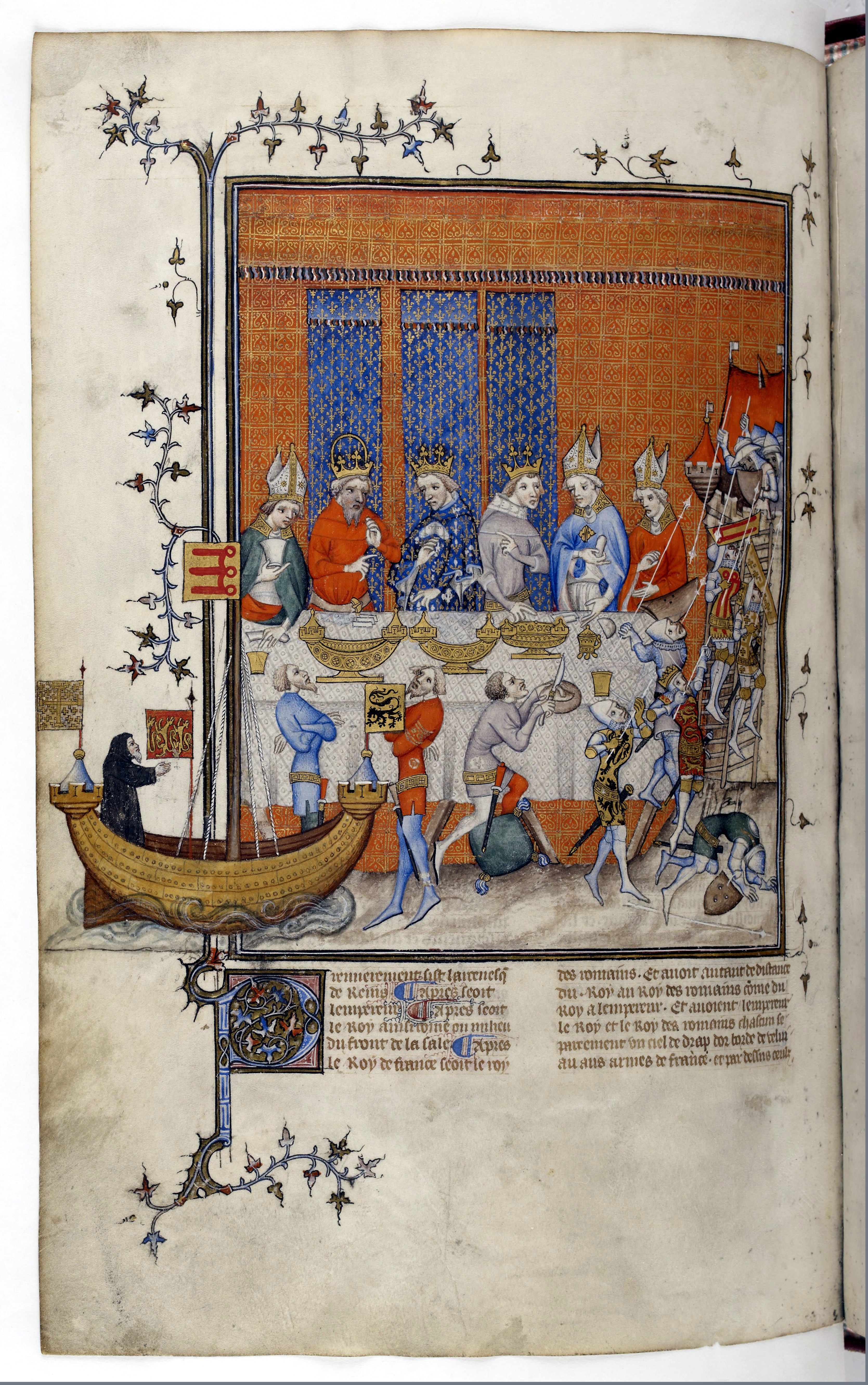
Il banchetto offerto da Carlo V di Francia all'imperatore Carlo IV di Lussemburgo e al figlio maggiore Venceslao nel 1378, f.473v

Le Grandes Chroniques de France de Charles V sono un manoscritto miniato realizzato tra il 1370 e il 1379 su commissionato del re Carlo V di Francia e conservato presso la Biblioteca nazionale di Francia. Riprendendo il testo tradizionale delle Grandes Chroniques de France, scritto dai monaci dell'abbazia di Saint-Denis, venne completato e illustrato alla fine del regno di Carlo V.